# Кумаканда
Кумака́нда (рос. Кумаканда) — село у складі Чернишевського району Забайкальського краю, Росія. Входить до складу Мільгідунського сільського поселення.

## Населення
Населення — 80 осіб (2010; 89 у 2002).
Національний склад (станом на 2002 рік):
- росіяни — 99 %